# Polygala revoluta
Polygala revoluta là một loài thực vật có hoa trong họ Polygalaceae. Loài này được Gardner miêu tả khoa học đầu tiên năm 1845.